# Elbeuf-sur-Andelle
Elbeuf-sur-Andelle é uma comuna francesa na região administrativa da Normandia, no departamento de Sena Marítimo. Estende-se por uma área de 5,83 km². Em 2010 a comuna tinha 479 habitantes (densidade: 82,2 hab./km²).